# Марија Сакари
Марија Сакари (Атина, 25. јул 1995)  је грчка професионална тенисерка и тренутни број 21 на ВТА листи. Најбољи пласман у појединачној конкуренцији је обезбедила 24. фебруара 2020. године, број 20 на ВТА листи.
У својој досадашњој каријери је стигла до 3. кола Ролан Гаросa (2018), изгубила је у 3. колу од Дарије Касаткине, а на  Вимблдону 2017 је стигла до 3. кола где је  
поражена од Јохане Конте. На истом турниру је 2019. стигла до 3. кола тако што је у 2. колу савладала Марију Бузкову у 3. колу се састала са Елином Свитолином од које је изгубила резултатом 3:6, 7:6, 2:6 (1:2). На Отвореном првенству Аустралије 2020 је дошла до 4. кола тако што је претходно у 3. колу савладала Медисон Киз резултатом 6:4, 6:4 (2:0), у 4. колу је поражена од Петре Квитове резултатом 7:6, 3:6, 2:6 (1:2).

## Каријера
Марија Сакари је дебитовала за Женску тениску репрезентацију Грчке 2012. године. Своју прву и за сада једину ВТА титулу у својој професионалној каријери освојила је на турниру Рабат Опен када је у финалу савладала Јохану Конту са 2:1 у сетовима 2:6, 6:4, 6:1.
Тренутно сарађује са тренером  Томом Хилом. Свој дебитантски наступ у сениорској конкуренцији Марија Сакари је забележила на Ју ес Опену (2015) где је изгубила у 1. колу од  Ванг Ћанг резултатом 5:7, 2:6 (0-2)

### 2016—2017:Почеци
Сакари је свој други меч на ВТА турниру добила тако што је на Истанбул Купу (2016) у 1. колу савладала врхунску Ану Каролину Шмидлову која је у том тренутку била 34. тенисерка света, у 2. колу се састала са Сје Су-веј против које је славила резултатом (2:0) у сетовима, у четвртфиналу ју је чекала тада 61. тенисерка на ВТА листи, Црногорка,  Данка Ковинић од које је после велике борбе 
изгубила у сетовима (1:2).
 Сакари је на турниру у Вухан Опену  (2017) стигла до свог првог ВТА полуфинала али пут до њега није био лак, у 1. колу се састала са Јулијом Путинцевом коју је победила резултатом 1:6, 6:4, 6:2 (2:1), у 2. колу ју је чекао највећи испит у њеној дотадашњој каријери када се састала са тада 6. рекетом света Каролином Возњацки после велике борбе Марија Сакари долази до тријумфа за пласман у 3. коло Вухан Опена и до своје прве победе над тенисерком која се  налазила у топ 10 на ВТА листи, резултат тог меча је био 7:5, 6:3 (2-0), у 3. колу се састала са  Јеленом Веснином коју је успешно савладала резултатом 7:6, 7:5 (2:0), у четвртфиналу се суочила са Францускињом, Ализе Корне, 
против које је тријумфовала резултатом 7:6, 7:5 (2:0), у полуфиналу је завршила учешће на Вухан Опену (2017), изгубила је од Каролин Гарсије резултатом 3:6, 2:6.

## Опрема
Марија Сакари користи Wilson Ultra 100 рекете, сарађује са немачким брендом спортске опреме Адидас..

## Приватни живот
Сакари је рођена 1995. године у Атини. Са тенисом се упознала са 6 година, а у својој 18. години се преселила у 
Барселону да би вредно тренирала.
Мајка Марије Сакари Ангелики Канеллопоулоу је бивша грчка  професионална тенисерка која је свој највећи пласман у каријери на ВТА листи постигла у априлу 1987, 43. позицију, отац јој је Константинос Сакарис. Марија Сакари има и брата и сестру: Јанис и Аманда. Тениски узори као малој су јој били Серена Вилијамс, Роџер Федерер и Рафаел Надал.

## Победе над тенисеркама које су у том тренутку биле међу 10 најбољих
| #    | Противница        | Ранг | Турнир                              | Подлога   | Коло | Резултат              |
| ---- | ----------------- | ---- | ----------------------------------- | --------- | ---- | --------------------- |
| 2017 |                   |      |                                     |           |      |                       |
| 1.   | Каролина Возњацки | 6    | Вухан Опен, Кина                    | Тврда (Д) | 2К   | 7:5, 6:3              |
| 2018 |                   |      |                                     |           |      |                       |
| 2.   | Каролина Плишкова | 5    | Рим, Италија                        | Шљака     | 2К   | 3:6, 6:3, 7:5         |
| 2019 |                   |      |                                     |           |      |                       |
| 3.   | Кики Бертенс      | 6    | Чарлстон, САД                       | Шљака     | 3К   | 7:6(10:8), 6:3        |
| 4.   | Петра Квитова     | 5    | Рим, Италија                        | Шљака     | 3К   | 7:5, 5:7, 4:0 предала |
| 5.   | Елина Свитолина   | 7    | Силикон Волеј Класик, САД           | Тврда     | ЧФ   | 1:6, 7:6(7:6), 6:3    |
| 6.   | Петра Квитова     | 6    | Синсинати опен, САД                 | Тврда     | 2К   | 6:4, 2:6, 6:3         |
| 7.   | Aрина Сабаленка   | 9    | Ролан Гарос, Француска              | Тврда     | 3К   | 6:7,(4:7), 6:4, 6:4   |
| 2020 |                   |      |                                     |           |      |                       |
| 8.   | Белинда Бенчић    | 5    | Санкт Петербург Трофеј Дама, Русија | Тврда     | ЧФ   | 2:6, 6:4, 6:3         |